# Campethera bennettii
A Campethera bennettii a madarak (Aves) osztályának harkályalakúak (Piciformes) rendjébe, ezen belül a harkályfélék (Picidae) családjába tartozó faj.

## Előfordulása
Afrika déli részén, Angola, Botswana, Burundi, a Dél-afrikai Köztársaság, a Kongói Demokratikus Köztársaság, Malawi, Mozambik, Namíbia, Ruanda, Szváziföld, Tanzánia, Zambia és Zimbabwe területén honos. A természetes élőhelye szubtrópusi és trópusi  száraz bokrosok és szavannák.

## Alfajai
- Campethera bennettii bennettii (A. Smith, 1836)
- Campethera bennettii buysi
- Campethera bennettii capricorni Strickland, 1853

A Campethera bennettii scriptoricauda manapság önálló fajnak számít Campethera scriptoricauda (Reichenow, 1896) néven.